# Discurs

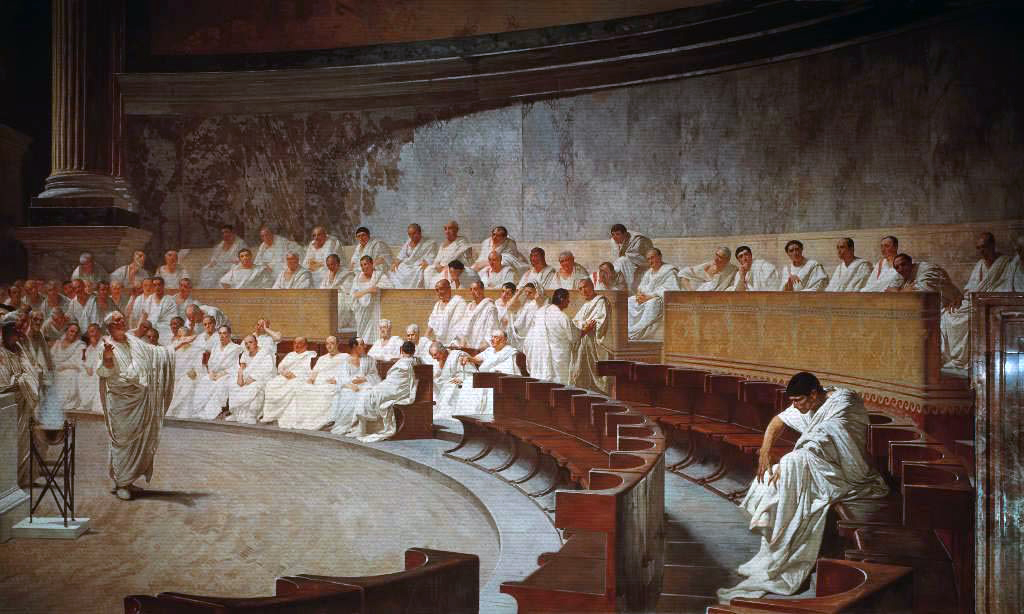
L'orador romà Ciceró parla al Senat romà.

Un discurs és allò que hom diu d'una manera seguida, especialment allò que, dit o llegit en públic, tracta d'un assumpte amb cert mètode i certa extensió. Prové de la paraula llatina discursus que significa ‘carrera d'un lloc a un altre’ que al seu torn deriva de 'conversa' en el sentit de ‘expressió oral d'un raonament’. En el discurs es distingeixen diverses estructures que van des del sintagma, les frases, les oracions fins als segments o paràgrafs. Aquestes estructures tenen un ordre i es combinen amb determinades regles. La coherència és la seva categoria fonamental, i l'èmfasi que se li doni al discurs contribueix a la coherència.
Confuci, el filòsof i orador, pensava que un bon discurs hauria d'afectar les vides individuals, independentment de si es trobaven entre l'audiència. Creia que algú amb poder podia influir al món amb paraules i accions.

## Tipus de discurs
- Científic-tecnològic: la seva funció rau en el coneixement de la realitat i la seva transformació en benefici de la humanitat. D'aquest discurs se'n reconeixen dos enfocaments: el científic, que utilitza un llenguatge específic, i el de divulgació, que s'encarrega de difondre expressions que siguin accessibles per a totes les persones.[5]
- Estètic: es preocupa, principalment, per la forma treballada del llenguatge i el contingut del missatge, tot per assolir el grau màxim de profunditat en la seva transmissió. Això és aplicat a l'art segons alguns autors com Pierre Bourdieu (1995), on assenyala que l'art té una posició en l'àmbit social, en comunicar un missatge mitjançant símbols amb el públic.,[6][7]
- Religiós: tendeix a donar-se a través de relats i comparacions que manifesten experiències i s'estableix, d'una banda, a partir de la teologia, i de l'altra, mitjançant elements rituals fonamentats principalment en la paraula.[8]
- Retòric: la seva funció principal és persuadir, és a dir, convèncer d'acceptar certes postures o ideologies a conveniència; el mot acompanyat de gestos és la principal eina.[9]
- Educatiu: se centra en la transmissió de coneixements, aquest tipus de discurs tendeix a tornar-se autoritari.[10]
- Històric: es preocupa per donar a conèixer esdeveniments ocorreguts a través del temps (passats o recents), i generalment en aquest tipus de discurs existeix algun personatge al qual es reconeix (heroi històric).[5]
- Polític: aquest tipus de discurs es dona, comunament, per assumir algun càrrec de poder. La seva funció és argumentar punts de vista davant d'un públic determinat, tot per intervenir-hi i convèncer.[8]
- Llenguatge parlat: codificat pel parlant (conversa).[11]
- Llenguatge escrit: codificat pel qual escriu (carta).[11]
- Llenguatge oral: escrit que és parlat (lectura en veu alta).[11]
- Llenguatge transcrit: parlat que és escrit (presa de nota).[11]

## Formes del discurs
En la comunicació es fan servir formes de discurs. Depenent del propòsit i de la perspectiva que s'adopti, es pot intervenir en una conversa de diferents maneres fonamentals:
- Narració: en reproduir verbalment d'una sèrie de successos, que poden ser tant reals com imaginaris, que una persona realitza seguint un ordre cronològic.
- Descripció: en representar trets característics d'una realitat perquè l'oient ho percebi en la seva imaginació. La descripció es pot definir com la “pintura amb paraules”.
- Diàleg: reproduir paraules o pensaments de persones, que poden ser tant reals com imaginàries, que parlen una amb l'altra.
- Exposició: presentar ordenadament una sèrie d'idees sobre un tema amb la finalitat que l'oient les conegui i les pugui comprendre.
- Argumentació: defensar una opinió mitjançant l'exposició de proves amb la finalitat de convèncer l'oient.

## Parts d'un discurs
L'estructura de tota exposició o discurs ha d’estar dividida en les tres parts següents:
- Introducció: aquesta part és fonamental, aquí és on es tracta d'explicar a grans trets l'estructura de la nostra exposició oral. Cal referir-se al tema del discurs de manera breu i concisa i plantejar preguntes al públic.
- Desenvolupament: Tractar el tema en profunditat amb dades i argumentant cada punt a tractar basats en xifres, cites d'autors… Aquí s'ha d'entreveure el coneixement que tens sobre el tema.
- Conclusió: El final del discurs ha d'englobar tota la xerrada, ja que són les últimes paraules que l'oient escoltarà. Un consell per acabar amb fermall d'or finalitza amb una frase o cita d'algun autor que creus que val la pena esmentar perquè influeix a reflexionar.[13]

## Aristòteles
Aristòteles en un dels seus escrits més famosos, "Retòrica" (escrit l'any 350 a.C.), s'ha utilitzat com a base per aprendre a dominar l'art de l'oratòria. En les seves obres, la retòrica és l'acte de persuadir públicament al públic. La retòrica és similar al diàleg en el sentit de que defineix ambdós com a actes de persuasió. No obstant, el diàleg l'acte de persuadir a algú en privat, mentre que la retòrica tracta de persuadir a la gent en un entorn públic. Més específicament, Aristòteles defineix a algú que practica la retòrica o un "retòric" com un individu que és capaç d'interpretar i entendre què és la persuasió i com s'aplica.